# Cratere Turbi
Turbi  è un cratere sulla superficie di Marte.